# Jérôme de Laage de Meux
Pour les autres membres de la famille, voir Famille de Laage.
Jérôme de Laage de Meux, né le 18 mai 1777 à Saintes, mort le 14 octobre 1856 au Château-d’Oléron, était un militaire et homme politique français.

## Biographie
Fils de Anne-Jérôme de Laage de Meux, écuyer, conseiller du roi et receveur des tailles de l'élection de Saintes, et d'Anne Chasseloup de Laubat, il appartint à l'armée et fut aide de camp du général Chasseloup. Ingénieur en chef de l'Île d'Oléron et lieutenant colonel du génie, il fut élu, le 6 mars 1824, député du collège de département de la Charente-Inférieure, par 185 voix (256 votants, 344 inscrits). 
Delaage soutint la politique de Villèle. Il ne fit point partie d'autres législatures. Une lettre de ce député, au ministre de la Guerre, datée de île d'Oléron, le 5 août 1825, et dans laquelle il demande une bourse au collège de la Flèche pour le fils d'un de ses électeurs, débute ainsi : « Monseigneur, je remplis un des devoirs devenus presque inhérents à la qualité de député, mais en même temps, je m'en acquitte auprès de Votre Excellence avec un sentiment de confiance auquel m'ont habitué vos bontés pour moi... etc. »

## Sources
- « Jérôme de Laage de Meux », dans Adolphe Robert et Gaston Cougny, Dictionnaire des parlementaires français, Edgar Bourloton, 1889-1891 [détail de l’édition]